# 李概
李概（?—?），字季节，北齐官员，赵郡平棘县（今河北省赵县）人，出自赵郡李氏。
李概是李璨曾孙，李宣茂孙，李籍之之子。李徹、李公绪弟，李德饶、李德佋叔祖。李概年轻时好学，性倨傲，疏略不任事。每对兄弟，露髻披服，无少长之礼。东魏时为高澄大将军府行参军，进侧集，题为“富春公主撰”。曾为殿中侍御史，参修国史。后为太子舍人，为副使聘南梁。江南多以僧寺作为客舍，他出入常常袒露。因为举动失礼节，回国，因事解职。於并州功曹参军任上去世。撰有《战国春秋》及《音谱》，又自选诗赋二十四首，名为《达生丈人集》。